# Comité Paralímpico Libio
El Comité Paralímpico Libio (en árabe: اللجنة البارالمبية الليبية) es el comité paralímpico nacional que representa a Libia. Esta organización es la responsable de las actividades deportivas paralímpicas en el país. Es miembro del Comité Paralímpico Internacional y del Comité Paralímpico Africano.